# Kun kello käy
Chansons représentant les Finlande au Concours Eurovision de la chanson
Varjoon - suojaan
(1967) Kuin silloin ennen
(1969)
Kun kello käy est la chanson représentant la Finlande au Concours Eurovision de la chanson 1968. Elle est interprétée par Kristina Hautala.
Kun kello käy est présentée par Hautala sur YLE TV-ohjelma 1 le 10 février 1968, dans une émission où Hautala et cinq autres interprètes : Anki, Johnny, Irina Milan, Aarno Raninen et Inga Sulin ; chacun interprète une chanson pour qu'elle représente la Finlande au Concours Eurovision de la chanson. Pour la première fois dans la participation finlandaise à l'Eurovision à partir de 1961, la chanson est sélectionnée par un télévote le 17 février 1968. Kun kello käy arrive première de ce vote.
La chanson est la neuvième de la soirée, suivant Det börjar verka kärlek, banne mej interprétée par Claes-Göran Hederström pour la Suède et précédant La Source interprétée par Isabelle Aubret pour la France.
À la fin des votes, elle obtient 1 point et prend l'avant-dernière place sur dix-sept participants, à égalité avec Morgen interprétée par Ronnie Tober pour les Pays-Bas. La Finlande a connu des scores nuls en 1963 et en 1965. Cependant la piètre prestation donnera une mauvaise réputation à la Finlande.

## Source de la traduction
- (en) Cet article est partiellement ou en totalité issu de l’article de Wikipédia en anglais intitulé « Kun kello käy » (voir la liste des auteurs).